# Quartiere Civitella
Il quartiere Civitella è un quartiere storico della cittadina di Marino, in provincia di Roma, nell'area dei Castelli Romani.
Caratterizzato da un'urbanizzazione piuttosto recente, presenta tuttavia alcune interessanti emergenze architettoniche. È inoltre una delle zone più popolate del centro di Marino.

## Storia
Civitella è un quartiere periferico situato ai margini del centro storico -e del territorio comunale- verso Grottaferrata: le ultime case del quartiere formano praticamente una conurbazione con le prime case di Grottaferrata. L'urbanizzazione di Civitella è modernissima, anche più recente di quella del vicino quartiere Villa Desideri o del quartiere Vascarelle.
Il toponimo sarebbe ricollegabile, secondo una tradizione orale, alla convinzione sviluppatasi in età antica che nell'area del quartiere sorgesse l'antico municipium romano di Castrimoenium. In effetti, alcune tracce di antichi insediamenti -sepolcri preromani- furono rinvenuti in località San Rocco, lungo la strada statale 216 Maremmana III.

## Monumenti e luoghi d'interesse

### Architetture religiose

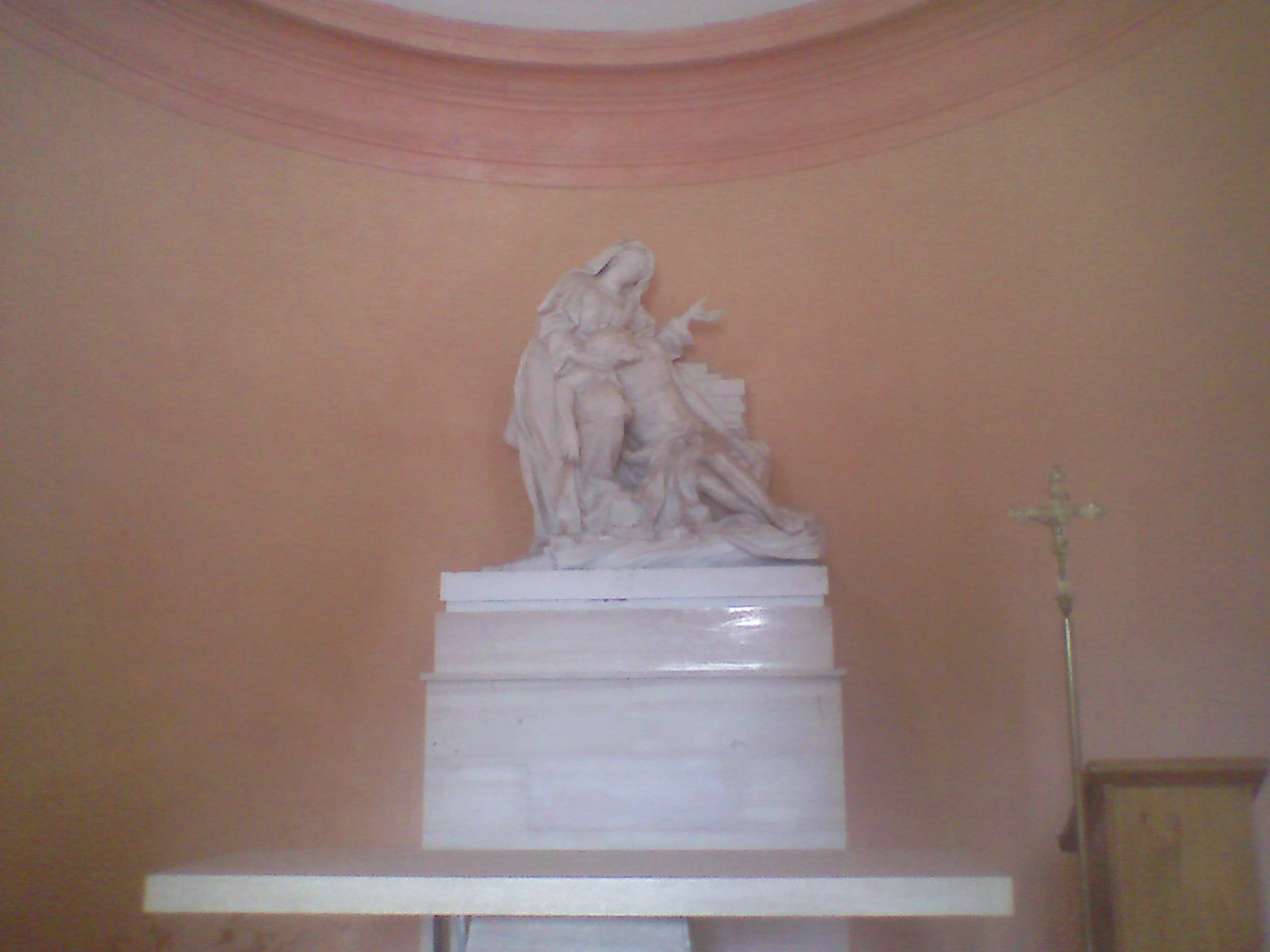
La "Pietà" che si trova nella cappella del Cimitero monumentale di Marino.

#### Ex-oratorio di San Rocco
Questo piccolo luogo di culto fu costruito dopo la devastante peste del 1656 per devozione della popolazione marinese al protettore degli appestati. All'interno dell'oratorio era conservato l'originale del "San Rocco" attribuito al Domenichino che oggi si trova nella chiesa di Santa Maria delle Grazie nel quartiere Borgo Garibaldi. Una copia del dipinto invece è conservata nella principale chiesa di Marino, la basilica di San Barnaba.
L'oratorio di San Rocco fu colpito e distrutto dai bombardamenti aerei anglo-americani nel 1944. I ruderi della chiesa furono rimossi nel dopoguerra per consentire l'allargamento della strada statale 216 Maremmana III. Il relitto della chiesa è stato trasformato in privata abitazione e ristrutturato nel 2011.
Presso l'oratorio ogni 16 agosto, giorno di san Rocco, si teneva una festa, ma questa tradizione è andata scemando nel secondo dopoguerra.

#### Convento delle Piccole Sorelle dei Poveri
Il grande complesso conventuale delle Piccole Sorelle dei Poveri fu fondato nel 1893 sulla proprietà della famiglia Camporese. Da questo cognome degli ultimi proprietari laici deriva la comune denominazione dell'istituto di "monache Camporesi". Le suore si occupano prevalentemente dell'accoglienza di anziani e persone bisognose, e sono un'importante realtà del territorio marinese.
Il convento è un grandioso complesso neogotico con pianta ad "H". Al centro si trova la chiesa conventuale, fiancheggiata da due corpi di fabbrica laterali collegati tra loro.

#### Cimitero monumentale comunale
Il Cimitero comunale di Marino è stato fondato nel 1868 dalle autorità pontificie, ma il completamento fu portato avanti dai primi amministratori postunitari. Il progetto unitario fu dell'architetto Temistocle Vannutelli Marucchi, coadiuvato dall'ingegner Luigi Pellini e da agrimensori locali.
I viali della parte storica del cimitero sono fiancheggiati da monumenti e cappelle. La cappella è una notevole costruzione neoclassica, che conserva al suo interno un'anonima "Pietà" marmorea. Il cimitero oggi è -purtroppo inevitabilmente- in continua espansione a fronte della popolazione sempre crescente, tanto che l'amministrazione nel 2010 ha avviato le pratiche per la costruzione di un nuovo cimitero a Frattocchie, in località Mazzamagna, presso la prevista nuova massiccia urbanizzazione del Divino Amore.

### Architetture civili

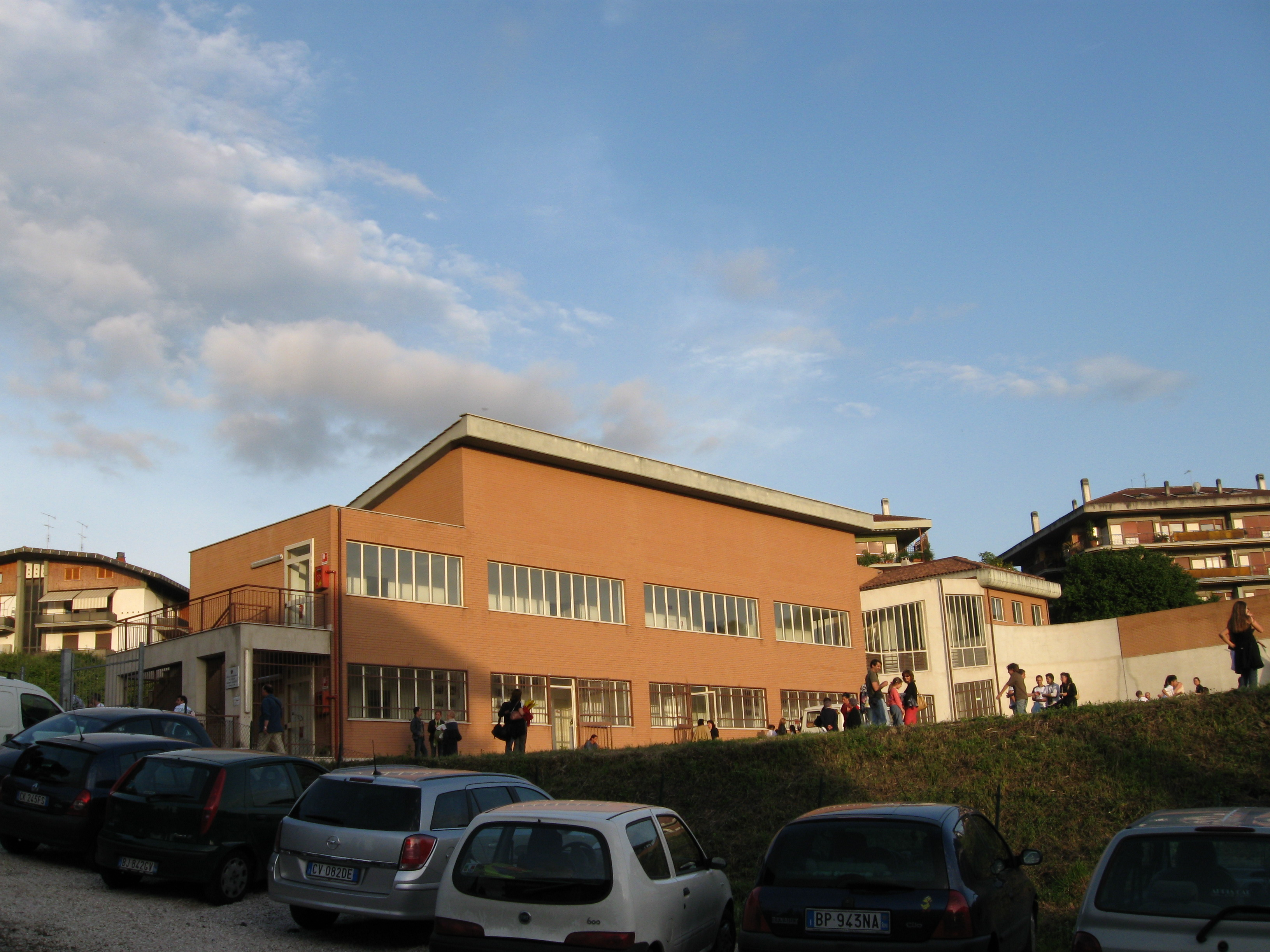
Il plesso scolastico della scuola media statale "Giuseppe Ungaretti" in via Giovannini.

#### Plesso scolastico di via Giovannini
Si tratta dell'edificio progettato per la scuola media statale "Giuseppe Ungaretti" dell'istituto comprensivo "Marcantonio Colonna", ed attualmente (2011) finalmente ad essa destinato.
I lavori per la struttura sono iniziati all'inizio del Duemila per opera dell'amministrazione di centrodestra guidata dal sindaco Fabio Desideri, nel quadro di un piano di edificazione di un'area verde inclusa tra piazza don Luigi Sturzo e via Vecchia di Grottaferrata. Tuttavia, a causa della sfiducia di quella Giunta e del successivo commissariamente prefettizio, i lavori per l'edificio terminarono bruscamente quando la struttura era già quasi pronta. Nel 2004 la nuova amministrazione di centrosinistra guidata da Ugo Onorati ordinò la prosecuzione dei lavori, terminati due anni dopo. Nel novembre del 2006 il plesso è stato così inaugurato da una nuova Giunta di centrodestra guidata da Adriano Palozzi, affermatosi alle elezioni amministrative di quel marzo dopo la repentina sfiducia della precedente Giunta di centrosinistra. Tuttavia la scuola è rimasta isolata dal resto del centro di Marino a causa del mancato completamento della strada d'accesso, finalmente inaugurata nel settembre 2010 ed intitolata ad un ex-sindaco di Marino scomparso pochi mesi prima, il socialista Elio Giovannini.